# Astragalus shagalensis
Astragalus shagalensis är en ärtväxtart som beskrevs av Aleksandr Alfonsovitj Grossgejm. Astragalus shagalensis ingår i släktet vedlar, och familjen ärtväxter. Inga underarter finns listade i Catalogue of Life.